# 王益站
王益站是位于陕西省铜川市王益区宜园路的一个铁路车站，有咸铜铁路经过，距离咸阳站132公里。车站隶属西安铁路局铜川车务段，是一等站，为是地区性编组站，现仅办理专用线、专用铁路货运业务。
车站建于1941年，原名桃园站，1951年更名宜古村站，1981年11月更名铜川南站。老站房于2018年列入陕西省文物保护单位。2021年6月车站更名王益站。